# Saulcy-sur-Meurthe
Saulcy-sur-Meurthe là một xã ở tỉnh Vosges, vùng Grand Est, Pháp. Xã này có diện tích 16,37 kilômét vuông dân số năm 1999 là 2392 người. Xã này nằm ở khu vực có độ cao trung bình 392 m trên mực nước biển.
Người dân địa phương danh xưng tiếng Pháp là Salixiens.

## Biến động dân số
| 1962                                         | 1968 | 1975 | 1982 | 1990 | 1999 |
| -------------------------------------------- | ---- | ---- | ---- | ---- | ---- |
| 1586                                         | 1654 | 1727 | 1866 | 1898 | 2103 |
| Số liệu từ năm 1962: Dân số không tính trùng |      |      |      |      |      |